# Pilocarpus jaborandi
Pilocarpus es una especie de planta de flores perteneciente a la familia Rutaceae, nativa de Sudamérica, desde Paraguay, Venezuela y Brasil hasta las Antillas. 

## Características
Es un arbusto que alcanza los 3 m de altura con una corteza de color gris o púrpura con las hojas grandes e imparipinnadas con peciolo aplanado. Los tres o cinco pares de foliolos son oblongos, de contextura membranosa o algo coriáceos de color verde grisáceo. Las flores son de color púrpura agrupadas en racimos terminales alargados, tienen cinco pétalos lanceolados. Los frutos son secos con 4-5 semillas.

## Características de la droga
- Se usa las foliolas, de tamaño variable según la especia (2-5x1-2,5cm).
- Presentan un limbo asimétrico escotado en el ápice, con nerviación bastante pronunciada en el haz.
- Son de color verdoso, sabor amargo y su mastiacación produce un aumento de la salivación.
- Al microscopio destacan los pelos tectores unicelulares.

## Composición química
Su principio activo son los alcaloides imidazólicos (0,7-0,8%),  los cuales derivan del aminoácido histidina.
El principal es la pilocarpina.

## Actividad farmacológica
- Posee actividad parasimpaticomimética (PSM), lo cual producirá bradicardia, hipotensión y aumento de secreciones, así como broncoconstricción.
- A nivel ocular, la pilocarpina produce contracción del músculo ciliar, lo cual disminuye la presión ocular. Por ello, se usa en glaucoma.
- Otro uso es el tratamiento de la sequedad de boca asociada al cáncer bucofaríngeo.

## Propiedades
- Es hipotensor, pero no es usado por sus efectos secundarios.
- Es diaforético y sialagogo, produce sudor y salivación.
- Una de sus más importantes aplicaciones es como antiparasitario capilar y para evitar la caída del cabello.
- Es muy tóxico y puede provocar vomitos y diarreas.

## Taxonomía
Pilocarpus jaborandi fue descrita por Edward Morell Holmes y publicado en Pharm. J. Trans. ser. 3 22: 875. 1892.
Sinonimia
- Pilocarpus cearensis Rizzini[2]

## Nombre común
- Castellano: jaborandi, jamborandi, jamquarandi, janguarandy.